# Первая книга (эсперанто)

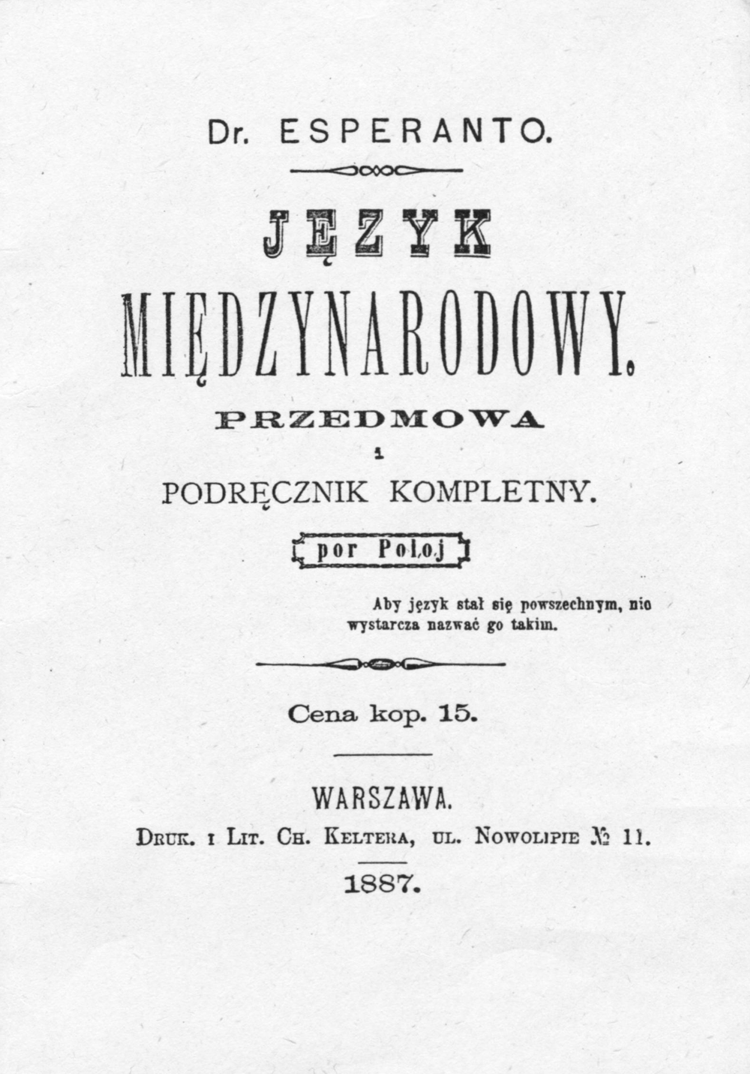
Польское издание Первой книги

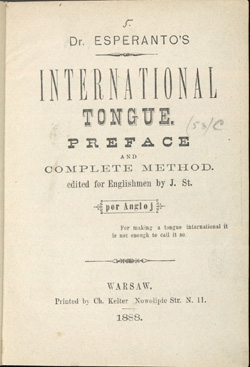
Первое английское издание Первой книги, 1888 г.

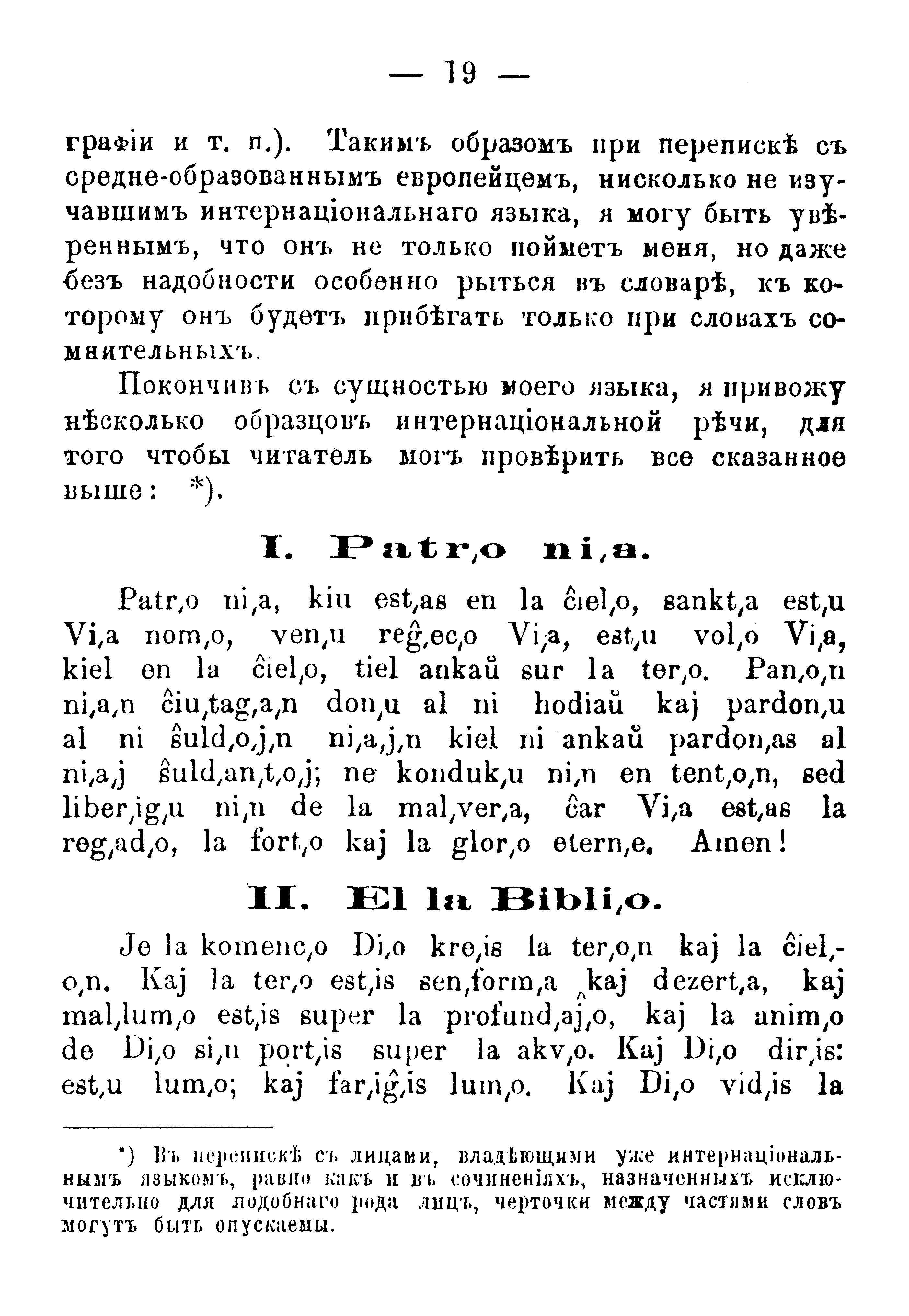
Страница из русского издания Первой книги

«Пе́рвая кни́га» (эсп. Unua libro) — принятое в эсперантологической литературе название первого учебника эсперанто. Учебник был опубликован в Варшаве на русском языке 26 июля 1887 года (по новому стилю, эта дата считается «днём рождения» эсперанто); автором его выступил Л. М. Заменгоф, подписавшийся псевдонимом Д-ръ Эсперанто (что на новом языке означало «Доктор Надеющийся»). В течение года вышли также издания на французском, польском и немецком языках (название «Первая книга» употребляется по отношению к любой из этих версий, при необходимости делается уточнение, напр. «русская Первая книга» и т. п.).

## История создания
Л. М. Заменгоф начал работу над своим проектом международного языка ещё будучи гимназистом. До 1885 года он подготовил несколько различных проектов языка (сначала пытаясь конструировать его по совершенно априорным принципам, но быстро обратившись к апостериорно-натуралистической модели лингвопроектирования). Из многочисленных вариантов «праэсперанто» наиболее известен т. н. «Lingwe uniwersala», с которым Заменгоф познакомил своих коллег по гимназии в 1878 году. Уже в этом проекте ясно видны черты, роднящие его с той версией языка, которая будет позже опубликована в 1887 году. По сути, все последующие годы Заменгоф занимается только доработкой и развитием этого базового проекта.
Окончательный проект первого учебника был готов уже в 1885 году, однако в течение двух лет Заменгоф не мог найти издательства, которое опубликовало бы эту книгу (будучи ограниченным в средствах, Заменгоф не мог осуществить издание за свой счёт). Издание 1887 года было осуществлено на средства, полученные Заменгофом от своего тестя (ковенского фабриканта Александра (Сендера Лейбовича) Зильберника) в виде приданого за свою невесту Клару Зильберник (помолвка состоялась 30 марта 1887 года, а свадьба — 8 августа; приданое было довольно крупным и составило 10 тысяч рублей).
Рукопись будущей книги была передана на цензорскую проверку 6 апреля 1887 года (здесь и далее даты приводятся по новому стилю). Разрешение на печать русскоязычной версии было получено 2 июня. Книга была напечатана в типографии Х. Кельтера, размещавшейся в Варшаве по улице Новолипье 11; русскоязычная версия вышла тиражом в 3 тысячи экземпляров. Издание получило «выходной билет» (то есть цензорское разрешение на распространение уже отпечатанного издания) 26 июля, именно эта дата считается днём рождения эсперанто. Уже до конца 1887 года были опубликованы издания на польском (2 тысячи экземпляров), немецком и французском языках (по тысяче экземпляров; все эти переводы были выполнены самим Заменгофом). Первая версия на английском языке вышла в 1888 году, однако в настолько неудачном переводе J. St. (псевдоним еврея из Варшавы Юлиана Штейнгауза (Julian Steinhaus)), что Заменгоф был вскоре вынужден остановить её распространение; в 1889 году появился более совершенный перевод на английский язык, выполненный Ричардом Гейганом. В 1888 году Заменгоф подготовил издания книги на идише и иврите, в том же году она вышла на итальянском и шведском языках. В 1888 году в качестве продолжения Заменгофом были выпущены брошюры на эсперанто, озаглавленные Dua Libro de l' Lingvo Internacia («Вторая книга международного языка») и Aldono al la Dua Libro («Прибавление ко второй книге»).
| Язык                     | Название | Год  | Примечание                        |
| ------------------------ | --- | ---- | --------------------------------- |
| Русский                  | Международный языкъ. Предисловіе и полный учебникъ | 1887 |                                   |
| Польский                 | Język Międzynarodowy. Przedmowa i podręcznik kompletny | 1887 | Перевод Людвика Заменгофа         |
| Немецкий                 | Internationale Sprache. Vorrede und vollständiges Lehrbuch | 1887 | Перевод Людвика Заменгофа         |
| Французский              | Langue internationale. Préface et manuel complet | 1887 | Перевод Людвика Заменгофа         |
| Английский (1-е издание) | International Tongue. Preface and Complete Method | 1888 | Перевод Юлиана Штейнгауза         |
| Иврит                    | שפה אחת לכלנו (Safá ʾaḥát lə-kulánu Unu Lingvo por Ni Ĉiuj) | 1888 | Перевод Нафтали Герца Неймановича |
| Идиш                     | דאקטאר עספּעראַנטאָ, דיא וועלטשפּראַכע עספּעראַנטאָ: … יעדער פֿערשטענדיגער מענש קען זיא ערלערנען אין אייניגע טעג אונד … פֿערשטענדיגען מיט דער גאֲנצער וועלט; אומגעאַרבייטעט פֿיר דעם יודישען פֿאָלק פֿאָן הנץ, ורשה: מ' לעווינסקי, תרמ"ט (1889) | 1889 | Перевод Нафтали Герца Неймановича |
| Английский (2-е издание) | International Language. Introduction and Complete Grammar | 1889 | Перевод Ричарда Гейгана           |
| Английский (3-е издание) | An Attempt towards an International Language | 1889 | Перевод Генри Филлипса            |

## Внешний вид, структура и содержание
«Первая книга» представляла собой 40-страничную брошюру размерами 20,5 на 15 см, озаглавленную «Международный языкъ. Предисловіе и полный учебникъ». Брошюра была подписана псевдонимом Дръ Эсперанто; кроме этого на титульном листе имелась приписка por Rusoj («для русских»), указана цена (15 копеек), место и год печати («Варшава. Типо-Литография Х. Кельтера, ул. Новолипье № 11»). Интересно присутствие на титульном листе следующей фразы: «Чтобы язык был всемирным, не достаточно назвать его таковым» — этой фразой Заменгоф явно полемизирует с создателем языка волапюк И. М. Шлейером, язык которого в то время победно шествовал по Европе, однако обладал рядом системных особенностей, делавших его изучение довольно сложным; этой фразой Заменгоф хотел подчеркнуть кардинальное отличие своего проекта от волапюка. Обозначение «Первая книга», довольно быстро устоявшееся в эсперанто-сообществе, было принято в связи с тем, что в 1888 году Заменгоф издал вторую брошюру, уже полностью на эсперанто, озаглавленную Dua Libro de l' Lingvo Internacia («Вторая книга международного языка»).
Бо́льшую часть книги (28 страниц из 40) занимало вступление, в котором автор обосновывал потребность в международном языке, а также показывал преимущества своего проекта (в частности, утверждалось и демонстрировалось на примере, что текст на новом языке можно читать и понимать даже не зная его грамматики, достаточно иметь только словарик). В качестве иллюстраций были приведены следующие тексты на эсперанто:
- Молитва Отче наш (Patro nia).
- Фрагмент из Библии (El la Biblio) — первые стихи книги Бытия.
- Письмо (Letero) — пример письма, которое можно было по задумке автора отправить своим знакомым (вместе со словариком) для демонстрации того, что новый язык можно понимать без предварительного изучения, пользуясь только словарём.
- «Моя дума» (Mia penso), оригинальное стихотворение Заменгофа.
- «Из Гейне» (El Heine), перевод стихотворения Г. Гейне
- «О, моё сердце» (Ho, mia kor’), оригинальное стихотворение Заменгофа

На четырёх страницах были представлены купоны со следующим текстом на эсперанто:

Обещание.

Я, нижеподписавшийся, обещаю выучить предлагаемый доктором Эсперанто международный язык, если окажется, что десять миллионов человек публично дали такое же самое обещание.
Подпись:
Оригинальный текст (эсп.)Promeso.

Mi, subskribita, promesas ellerni la proponitan de d-ro Esperanto lingvon internacian, se estos montrita, ke dek milionoj personoj donis publike tian saman promeson.
Subskribo:

— Международный язык. Предисловие и полный учебник.
На обратной стороне купона предлагалось писать имя и адрес. Автор предлагал читателям вырезать, заполнить и прислать эти купоны ему с целью последующей публикации имён и адресов сторонников нового языка отдельной книгой. Этот проект, однако, не был по-настоящему осуществлён; в первой газете на эсперанто — La Esperantisto — регулярно печатались адреса новых эсперантистов, но после того, как количество опубликованных таким образом адресов достигло почти 22 тысяч, от такой практики отказались из-за чрезвычайно массового и нарастающего потока присылаемых адресов. Сами адреса в то время не были изданы в одной книге, они публиковались разрозненно в газете, в эсперантистском альманахе (Tutmonda Jarlibro Esperantista, 1904—1909) Фелисьена Меню де Мениль, и самим Заменгофом в его брошюрах.
В самом конце книги на пяти страницах была представлена базовая грамматика языка. Заменгоф свёл её в 16 правил, которые впоследствии вошли и в произведение «Основы эсперанто», принятое на первом международном конгрессе эсперанто в 1905 году в качестве неизменных основ языка (отсюда же идёт и популярный миф о том, что в эсперанто имеется только 16 правил, что разумеется, неверно; правильнее говорить о том, что «базовая грамматика эсперанто в Первой книге и в „Основах эсперанто“ представлена в виде 16 правил»).
На отдельном листе мелким шрифтом приводился «Интернационально-русский словарь», который предварялся следующей фразой: «Всё, что написано на интернациональном языке, можно понимать с помощью этого словаря». Словарь содержал 927 морфем (включая корни, окончания, приставки и суффиксы; отдельные корни представлены только в виде примеров к другим статьям); в тексте самой книги (в текстах и описании грамматики) встречается ещё около 20 корней (в том числе и имена собственные). Принято считать, что вся Первая книга содержит 947 словообразовательных морфем — в определённом смысле можно говорить о том, что именно столько элементов включал в себя первый словник эсперанто.
Несмотря на то, что эсперанто как система с 1887 года изменился не слишком сильно (тексты Первой книги без каких-либо сложностей понимаются современными эсперантистами), в текстах на эсперанто в Первой книге имеется множество оборотов, которые с точки зрения современной нормы трактуются как архаизмы или даже как явные ошибки. В Первой книге имеется также и несколько «архаичных» корней (возможно, они являются результатом опечатки), которые впоследствии приняли другую форму (например, speri, vinki — в современном эсперанто соответственно esperi, venki). Некоторым корням в словаре приписывается смысл, отличный от того, который эти корни имеют сейчас (например, слову forko приписывается значение «вилы», а слову ŝtofo — значение «вещество»; на современном эсперанто соответственно forkego и substanco). Кроме этого, в Первой книге временны́е коррелятивы ряда kiam, tiam, ĉiam, neniam, iam («когда, тогда, всегда, никогда, когда-то») представлены в «архаичной форме» kian, tian, ĉian, nenian, ian.
В Первой книге Заменгоф разделял отдельные морфемы вертикальными чёрточками (например, слово fratino, «сестра», писалось так: fratˌinˌo), что облегчало анализ сложных слов и их перевод с помощью словаря. Кроме как в Первой книге, в предисловии ко «Второй книге», а также в грамматике и словаре «Основ эсперанто», этот способ нигде не применялся.

## Судьба книги
Заменгоф разослал экземпляры Первой книги научным обществам, редакциям периодических изданий, а также по известным ему адресам учёных, писателей, учителей, адвокатов и других представителей интеллигенции. Таким образом были заложены основы будущего эсперанто-движения — некоторые из получивших книгу заинтересовались проектом и откликнулись на предложения Заменгофа многочисленными письмами. Не имея возможности ответить всем лично, в 1888 году Заменгоф издаёт т. н. «Вторую книгу» (Dua Libro de l’ Lingvo Internacia), в которой приводит новые примеры использования языка, а также отвечает на критику и вопросы о грамматике и структуре языка.
Первая книга, несмотря на то, что с дидактической точки зрения она уже не может считаться «учебником» эсперанто, в настоящее время остаётся важным документом по истории эсперанто и по его лингвистической эволюции. Впоследствии книга неоднократно переиздавалась репринтным способом (последнее русскоязычное издание было выпущено издательством «Импэто» в 2019 году).

## Интересные факты
- Кроме заявления на обложке («Чтобы язык был всемирным, недостаточно назвать его таковым») в Первой книге имеется ещё одно необычное заявление: «Интернациональный язык, подобно всякому национальному, составляет достояние общественное, и от всяких личных прав на него автор навсегда отказывается» («Интернаціональный языкъ, подобно всякому національному, составляетъ достояніе общественное, и отъ всякихъ личныхъ правъ на него авторъ на всегда отказывается»). Эта реплика опять же полемизирует с И. М. Шлейером (создателем волапюка), который рассматривал волапюк своей собственностью и крайне авторитарно относился к критике и попыткам реформировать его язык.
- Псевдоним «Д-р Эсперанто» (Д-р Надеющийся) по наиболее распространённой трактовке выражает надежду автора на то, что его проект будет принят обществом. Однако, сам Заменгоф никогда не объяснял, почему он выбрал именно этот псевдоним. Не исключено, что псевдоним представляет собой просто игру слов — окончание фамилии «Заменгоф» созвучно немецкому глаголу hoffen — надеяться[2].
- Как видно из названия брошюры, поначалу Заменгоф не давал своему проекту никакого отличительного имени, называя его просто «международный язык». Однако, чтобы не путать его с волапюком, сторонники эсперанто часто говорили «язык доктора Эсперанто». Впоследствии эта формулировка сократилась до «язык Эсперанто», а в конце концов осталось одно лишь слово «Esperanto», которое на эсперанто пишется с большой буквы, чтобы его можно было отличить от обычного слова «надеющийся».
- На последней странице Первой книги указывается адрес автора, по сути, раскрывающий псевдоним Заменгофа: «Господину д-ру Заменгофу для д-ра Эсперанто в Варшаве». Такой необычный адрес нередко заставлял историков эсперанто полагать, что Заменгоф был довольно известным лицом в Варшаве, если полагался только на собственное имя. Однако он, по-видимому, просто получал письма на главпочтамте на абонентский ящик или «на предъявителя»[6].
- Малые размеры и вес «Первой книги», и, соответственно, «ключей эсперанто» (так назывались небольшие брошюрки, в которых была представлена основная грамматика эсперанто и имелся базовый эсперанто-национальноязычный словарик), облегчали их распространение почтой. Заменгоф советовал смело писать письма на международном языке любому иностранцу — если к письму прилагался всего лишь соответствующий словарик, то можно было быть уверенным, что получатель сумеет понять текст письма. Таким образом можно говорить о том, что Заменгоф применял самые современные по тем временам методы и технические средства для распространения своего языка.
- Для издания Первой книги было необходимо изготовить особые литеры для специфических эсперанто-символов. Типография Х. Кельтера стала, таким образом, первой в мире типографией, оснащённой эсперанто-шрифтами.